# Patreon

Logo Patreon.

Patreon je platforma, která umožňuje fanouškům nebo „patronům“ platit tvůrcům za jejich práci. Tvůrci bývají často vývojáři či internetové celebrity.
Patreon je životně důležitý pro mnoho tvůrců, protože jim umožňuje přímo a osobně spolupracovat s fanoušky a podporovat sebe a svou práci prostřednictvím tzv. membershipů, nebo tierů. Pro fanoušky je snazší než kdy předtím najít a podporovat tvůrce, kteří s nimi mluví, a Patreon je důkazem, že vztah mezi tvůrci a fanoušky se neustále vyvíjí.

## Vývoj a historie
Patreon založil v květnu 2013 umělec Jack Conte. Spolu se Samem Yamem vyvinul platformu, která umožňuje uživatelům darovat částku pokaždé, když umělec vytvoří umělecké dílo.
V říjnu 2015 se web stal obětí závažného hackerského útoku, při kterém bylo ukradeno a zveřejněno téměř patnáct gigabajtů dat. Bylo publikováno více než 2,3 milionu jedinečných e-mailových adres a milionů soukromých zpráv.